# Pascal Garbarini
Pascal Garbarini, né le 25 décembre 1963 à Levallois-Perret, est un avocat pénaliste français inscrit au barreau de Paris depuis 1991.

## Biographie
Il est scolarisé à Neuilly-sur-Seine en primaire au cours Charles de Foucault puis à l'école Commandant Charcot. Il grandit par la suite à Ajaccio, où il passe son baccalauréat au Lycée Fesch. Il est élevé non par sa mère mais par ses grands-parents maternels.
Après avoir obtenu une maîtrise spécialisée en droit des affaires et fiscalité (1987), un DESS de fiscalité à l'université Panthéon-Sorbonne Paris I puis une maîtrise ès carrières judiciaires (1989) et enfin l'institut de criminologie à Paris Assas, il prête serment en 1991 au barreau de Paris.
Il fait ses débuts aux flagrants délits et comme collaborateur en droit des affaires au cabinet Spalter, puis en droit pénal aux côtés d'Henri Leclerc et enfin auprès du bâtonnier Vatier spécialisé en contentieux commercial et en procédures collectives.
Il a été, à partir de 1995, l'avocat des chefs présumés du Front de libération nationale corse, François Santoni, Jean-Michel Rossi, Jo Peraldi, et Dominique Pasqualaggi et de nombreux activistes du Front de libération nationale corse ainsi qu'Yvan Colonna dans l'affaire de l'assassinat du préfet Érignac.
Il a également été l'avocat des membres présumés d'Armata Corsa.
En 2001, il se définissait comme « l'avocat des nationalistes [corses] et avocat nationaliste ».
Sans « renie[r] son passé », il choisit ensuite une autre voie et traite de dossiers de droit commercial, de droit pénal des affaires, de criminalité organisée et défend également de nombreux acteurs et personnalités tels que Benoît Magimel, Christophe Alévêque, François Cluzet, Nicolas Duvauchelle, Alexandre Debanne ou Alain Delon.
Influencé par Henri Leclerc et Charles Robaglia, avocat pénaliste parisien de renom, il dit admirer entre autres Jacques Isorni, car il préfère défendre les vaincus que les vainqueurs. Il est boxeur amateur et cinéphile. Il est familièrement surnommé « Garba ».

## Affaire du Petit Bar
Pascal Garbarini est l'avocat historique de Jacques Santoni, soupçonné d'être le chef de la Bande du Petit Bar et il obtient sa libération à plusieurs reprises pour raisons médicales.
En mai 2022, il est placé pour la deuxième fois en garde à vue dans le cadre d’une information judiciaire visant les membres de l’équipe de malfaiteurs corses du Petit Bar, un groupe dont plusieurs membres ont déjà été condamnés et qui sont soupçonnés dans plusieurs affaires criminelles,,,. Il ressort libre de sa garde à vue sans être poursuivi. En juin 2022, à la suite de nouvelles auditions où il décide d'exercer son droit au silence, les deux juges d'instruction chargés du dossier décident de le mettre en examen pour « association de malfaiteurs » et le placent sous le statut de témoin assisté dans une affaire de blanchiment. En juin 2022 il est mis en examen et placé sous contrôle judiciaire, mais cette mise en examen est annulée en octobre 2022 par la chambre de l'instruction de la cour d'appel d'Aix-en-Provence.

## Filmographie
- 2023 : Borgo de Stéphane Demoustier : L'avocat de Mélissa

## Ouvrage
- Ma Robe pour armure, Editions Harper Collins, 2019.